# Concordia (Magdalena)
Concordia – miasto w Kolumbii, w departamencie Magdalena.